# Lee Dong-jun
Lee Dong-jun (이동준?; Pusan, 1º febbraio 1997) è un calciatore sudcoreano, attaccante del Gimcheon Sangmu, in prestito dallo Jeonbuk Hyundai.

## Caratteristiche tecniche
È un'ala destra.

## Carriera

### Club
Cresciuto nel settore giovanile del Busan IPark, debutta in prima squadra il 25 marzo 2017 in occasione dell'incontro di K League 2 perso 1-0 contro il Bucheon FC 1995.
Nel 2021 passa a titolo definitivo all'Ulsan HD.
Il 29 gennaio 2022 viene acquistato dall'Hertha Berlino.
Il 22 dicembre 2022, dopo un periodo pieno di acciacchi fisici, trova un accordo con il Jeonbuk Hyundai, unendosi ufficialmente ad esso il 1⁰ gennaio 2023.

### Nazionale
Ha giocato numerose partite con le varie nazionali giovanili sudcoreane.
Il 25 marzo 2021 debutta con la nazionale maggiore sudcoreana giocando l'amichevole persa 3-0 contro il Giappone.
Nel 2021 viene convocato dalla nazionale olimpica sudcoreana per prendere parte alle Olimpiadi di Tokyo. Debutta il 22 luglio in occasione del match perso 1-0 contro la Nuova Zelanda.

## Statistiche
Statistiche aggiornate al 28 luglio 2021.

### Presenze e reti nei club
| Stagione        | Squadra         | Campionato      | Campionato | Campionato | Coppe nazionali | Coppe nazionali | Coppe nazionali | Coppe continentali | Coppe continentali | Coppe continentali | Altre coppe | Altre coppe | Altre coppe | Totale | Totale | Totale |
| Stagione        | Squadra         | Comp            | Pres       | Reti       | Comp            | Pres            | Reti            | Comp               | Pres               | Reti               | Comp        | Pres        | Reti        | Pres   | Reti   |        |
| --------------- | --------------- | --------------- | ---------- | ---------- | --------------- | --------------- | --------------- | ------------------ | ------------------ | ------------------ | ----------- | ----------- | ----------- | ------ | ------ | ------ |
| 2017            | Busan IPark     | KL2             | 8+2        | 2+0        | CC              | 3               | 1               |                    | -                  | -                  |             | -           | -           | 13     | 3      |        |
| 2018            | Busan IPark     | KL2             | 23+2       | 4+0        | CC              | 1               | 0               |                    | -                  | -                  |             | -           | -           | 26     | 4      |        |
| 2019            | Busan IPark     | KL2             | 37+2       | 13+0       | CC              | 0               | 0               |                    | -                  | -                  |             | -           | -           | 39     | 13     |        |
| 2020            | Busan IPark     | KL1             | 26         | 5          | CC              | 2               | 0               |                    | -                  | -                  |             | -           | -           | 28     | 5      |        |
| 2021            | Ulsan HD        | KL1             | 17         | 6          | CC              | 1               | 1               |                    | -                  | -                  | Cmc         | 2           | 0           | 20     | 7      |        |
| Totale carriera | Totale carriera | Totale carriera | 117        | 30         |                 | 7               | 2               |                    | -                  | -                  |             | 2           | 0           | 126    | 32     |        |

### Cronologia presenze e reti in nazionale
| Cronologia completa delle presenze e delle reti in nazionale ― Corea del Sud | Cronologia completa delle presenze e delle reti in nazionale ― Corea del Sud | Cronologia completa delle presenze e delle reti in nazionale ― Corea del Sud | Cronologia completa delle presenze e delle reti in nazionale ― Corea del Sud | Cronologia completa delle presenze e delle reti in nazionale ― Corea del Sud | Cronologia completa delle presenze e delle reti in nazionale ― Corea del Sud | Cronologia completa delle presenze e delle reti in nazionale ― Corea del Sud | Cronologia completa delle presenze e delle reti in nazionale ― Corea del Sud |
| Data                                                                         | Città                                                                        | In casa                                                                      | Risultato                                                                    | Ospiti                                                                       | Competizione                                                                 | Reti                                                                         | Note                                                                         |
| ---------------------------------------------------------------------------- | ---------------------------------------------------------------------------- | ---------------------------------------------------------------------------- | ---------------------------------------------------------------------------- | ---------------------------------------------------------------------------- | ---------------------------------------------------------------------------- | ---------------------------------------------------------------------------- | ---------------------------------------------------------------------------- |
| 25-3-2021                                                                    | Yokohama                                                                     | Giappone                                                                     | 3 – 0                                                                        | Corea del Sud                                                                | Amichevole                                                                   | -                                                                            |                                                                              |
| 7-10-2021                                                                    | Seul                                                                         | Corea del Sud                                                                | 2 – 1                                                                        | Siria                                                                        | Qual. Mondiali 2022                                                          | -                                                                            | 69’                                                                          |
| 21-1-2022                                                                    | Boztepe                                                                      | Moldavia                                                                     | 0 – 4                                                                        | Corea del Sud                                                                | Amichevole                                                                   | -                                                                            | 61’                                                                          |
| 1-2-2022                                                                     | Dubai                                                                        | Siria                                                                        | 0 – 2                                                                        | Corea del Sud                                                                | Qual. Mondiali 2022                                                          | -                                                                            | 69’                                                                          |
| Totale                                                                       |                                                                              | Presenze                                                                     | 4                                                                            |                                                                              | Reti                                                                         | 0                                                                            |                                                                              |

## Palmarès
- Coppa d'Asia Under-23: 1

2020